# Ölstadsjön
Ölstadsjön är en sjö i Finspångs kommun i Östergötland och ingår i Motala ströms huvudavrinningsområde. Ölstadsjön ingår i naturreservatet Ölstadsjön och i Ölstadsjön Natura 2000-område.. Ölstadsjön sänktes under 1800-talet, och vattenyta har tidigare varit större än vad den är idag.